# Ruonajärvi (sjö i Lappland, lat 67,77, long 24,52)
Ruonajärvi är en sjö i Finland. Den ligger i kommunen Kittilä i landskapet Lappland, i den norra delen av landet, 800 km norr om huvudstaden Helsingfors. Ruonajärvi ligger 228,6 meter över havet. Den ligger vid sjön Aakenusjärvi. Arean är 18,6 hektar och strandlinjen är 2,13 kilometer lång. Sjön  ingår i Kemi älvs huvudavrinningsområde. 